# Teodora Ginés
Teodora Ginés (nacida en el siglo XVI en Santiago de los Caballeros) fue una tañedora de bandola, residente en Cuba y de origen dominicano. Se le atribuye haber escrito la canción "Son de la Má Teodora".

## Biografía
Teodora y su hermana, la cantante Micaela, eran dos negras libertas ambas procedentes de Santiago de los Caballeros en la provincia Santiago, hoy República Dominicana y más tarde pasaron a residir en Cuba. Su talento por la música las llevó a formar parte de la orquesta de la catedral de Santiago de Cuba, con Jacome Viceira, un portugués ejecutante de clarinete y el violinista malagueño Pedro Almaza. 
A Teodora se le atribuye la autoría de la canción "Son de la Má Teodora", alrededor del año 1562. Esta canción fue transcrita por el cubano  Laureano Fuentes Matons, en su libro «Las artes en Santiago de Cuba», publicado en 1893. Fuentes Matóns argumentó que el "Son de la Má Teodora" era el primer son de la historia. 
En 1971 el investigador Alberto Muguercia cuestionó esta teoría argumentando que el "Son de la Má Teodora" era solo una canción y que en el año 1562 no existían los instrumentos usados en el género del son cubano. Muguercia y otros investigadores, como Danilo Orozco fijan el origen del son en la zona montañosa de la Sierra Maestra, en la provincia de Oriente, alrededor de 1880 y su popularización ocurrió a partir 1892 cuando Nené Manfugás llevó dicho ritmo a los carnavales de Santiago de Cuba.

## Letras deSon de la Ma Teodora
Esta canción era interpretada en la forma típica de canto y responso.

- ¿Dónde está la Má Teodora?

Rajando la leña está
- ¿Con su palo y su bandola?

Rajando la leña está
- ¿Dónde está que no la veo?

Rajando la leña está